# S’Arenal

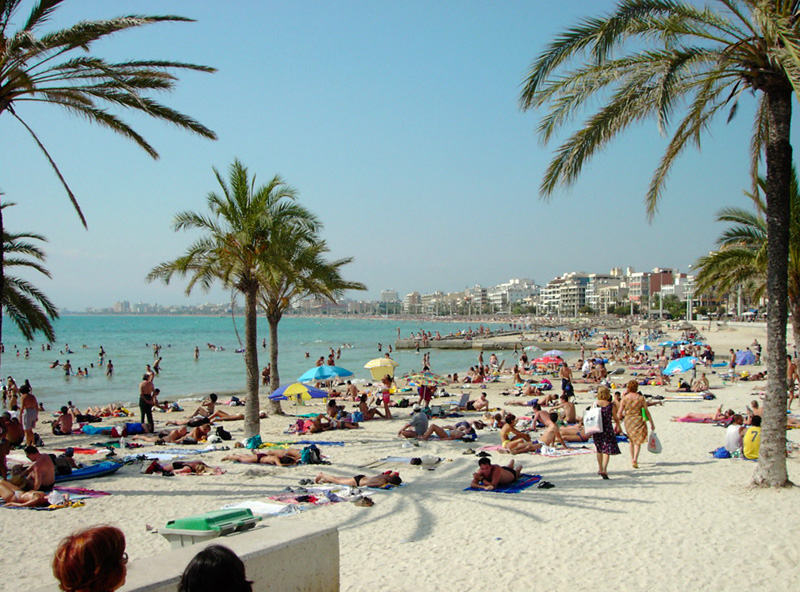
Strand an der Mündung des Torrent des Jueus

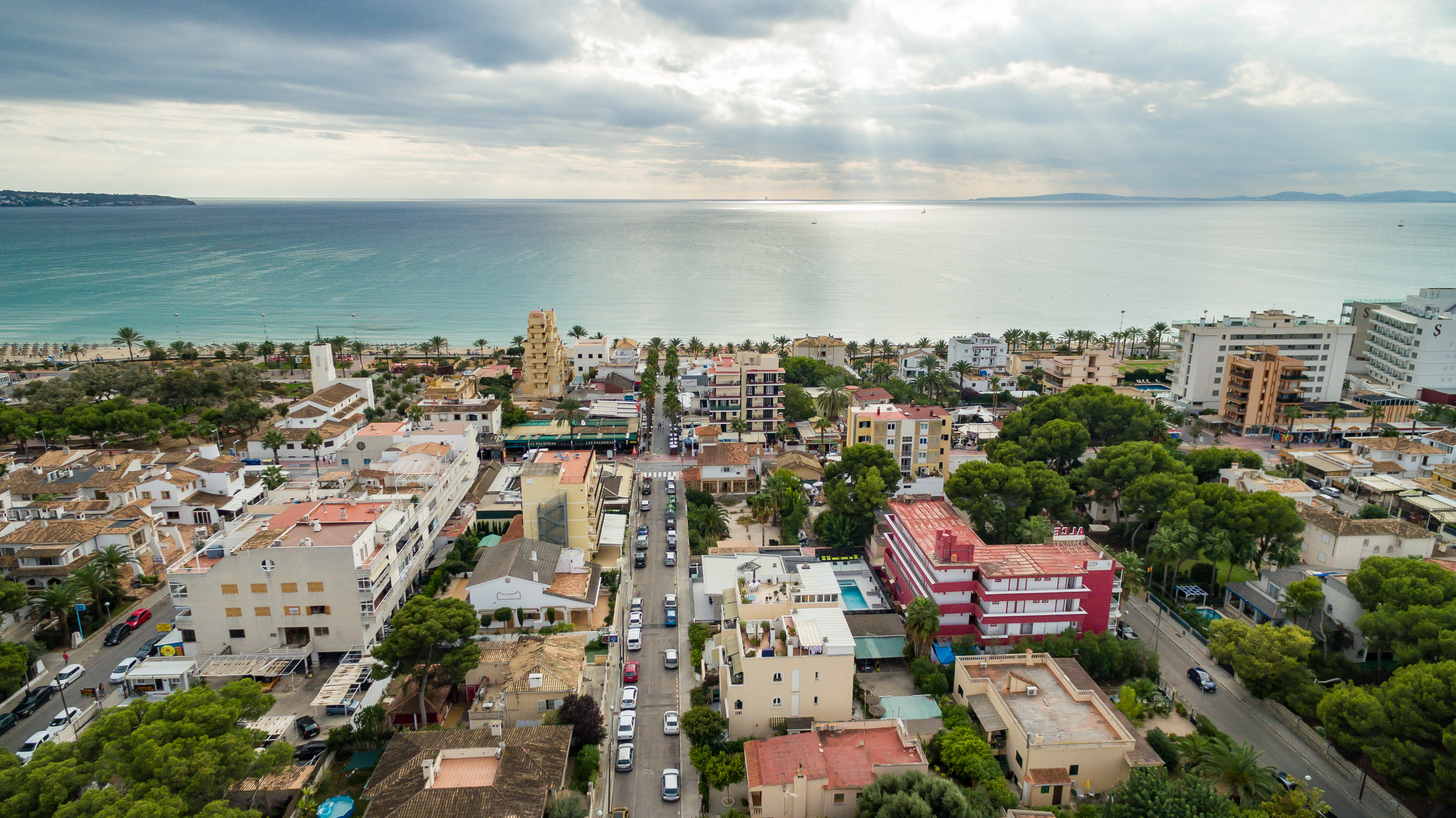
S’Arenal vor der Bucht von Palma

S’Arenal (mallorquinisch: „Das Sandfeld“; spanisch El Arenal) ist ein vom Massentourismus geprägter Badeort auf der spanischen Baleareninsel Mallorca. Er liegt an der Südküste der Insel in unmittelbarer Nachbarschaft der Inselhauptstadt Palma am westlichen Rand der Region (Comarca) Migjorn.

## Gliederung und Statistik
Der nördliche Teil der Ortslage gehört zu Palma, der südliche, ältere Teil zum Gemeindegebiet von Llucmajor. Die Grenze zwischen beiden Ortsteilen bildet der Torrent des Jueus, ein nicht ständig wasserführender Sturzbach (Torrent), der hier ins Mittelmeer mündet. Anfang 2011 waren in S’Arenal 16.709 Einwohner gemeldet, davon 10.041 in der Gemeinde Llucmajor und 6.668 in der Stadt Palma. Damit lebten in S’Arenal 27,2 % der Einwohner der Gemeinde Llucmajor und 1,6 % der Einwohner von Palma.

## Lage und Infrastruktur

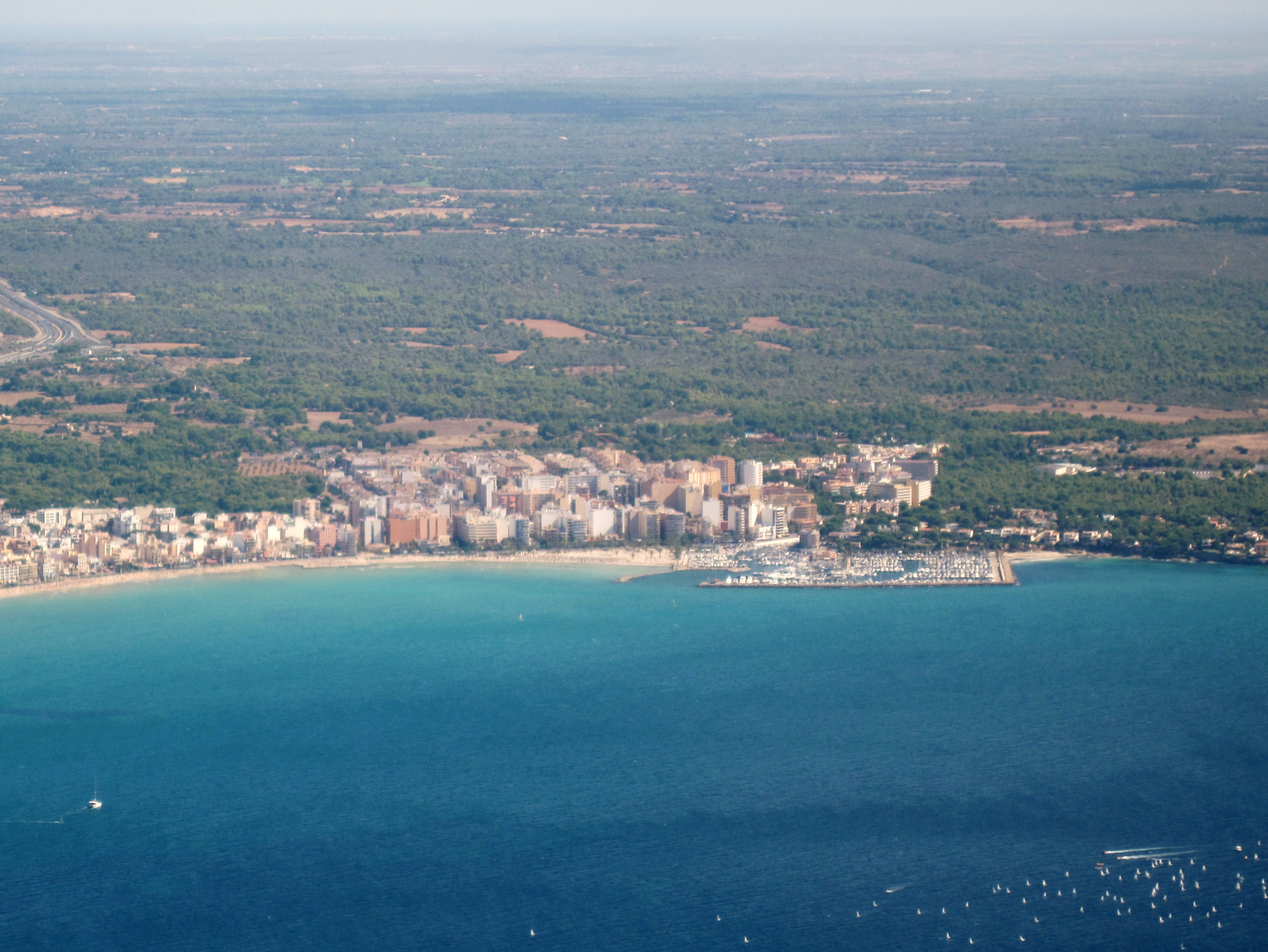
S’Arenal an der Bucht von Palma

S’Arenal liegt am südöstlichen Ende der Bucht von Palma (Badia de Palma), nordöstlich des Cap Enderrocat, das die Bucht im Südosten abschließt. Die Entfernung zum nordwestlich gelegenen Stadtzentrum von Palma beträgt 12 Kilometer, der internationale Flughafen Son Sant Joan liegt auf halber Strecke bei etwa 5,5 Kilometern. S’Arenal ist unter anderem über die Autobahn MA-19 erreichbar, die im Osten am Ort vorbeiführt und Palma mit Llucmajor verbindet. In den Ort hinein führen die Landstraßen MA-6011 und MA-6020.
Der Ort S’Arenal an der Mündung des Torrent des Jueus liegt an der Meerseite am südlichen Teil der Platja de Palma, dem sechs Kilometer langen „Strand von Palma“. Entlang dieses Küstenabschnitts befinden sich mehrere Ortschaften, die zum Teil zu Palma oder Llucmajor gehören. Nordwestlich grenzt Palmas Stadtteil S’Arenal am Camino de las Maravillas an den Stadtteil Les Meravelles. Zwischen Les Meravelles und dem eigentlichen S’Arenal südlich des Camí de Ca Na Gabriela liegt noch Ses Cadenes, heute ein Teil von S’Arenal, in dem das unter deutschsprachigen Touristen als Ballermann 6 bekannte Strandbad liegt. Südwestlich der Straße Via de Fra Juníper Serra von S’Arenal de Llucmajor, hinter der Travessia Colom, beginnt das zu Llucmajor gehörende Son Verí Nou. Da die Bebauung fast durchgängig dicht ist, werden die einzelnen Ortschaften von vielen Touristen und Einheimischen oft alle schlicht als „Arenal“ bezeichnet. Der Übergang von Palma nach Llucmajor ist im Ort selbst nicht kenntlich, da die touristischen Aktivitäten und Dienstleistungen dieselben sind. Der Unterschied besteht gleichwohl darin, dass die Gebäude von S’Arenal de Llucmajor höher sind als die der Zone von Palma.

## Geschichte

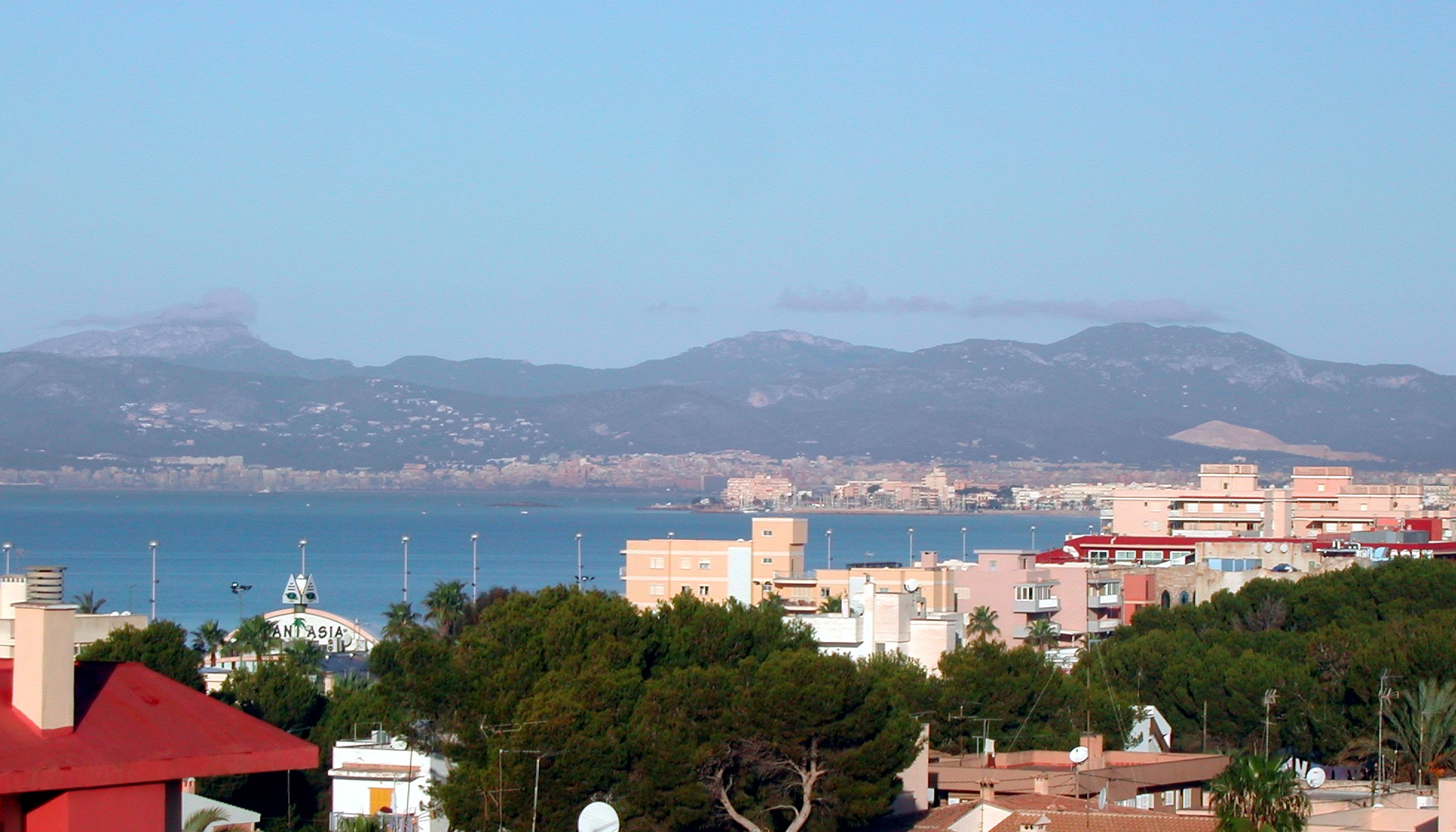
Blick über S’Arenal nach Palma

Arenal war ursprünglich ein kleiner Schutzhafen und Ankerplatz für Fischer in der Nähe eines Steinbruchs, aus dem sich der südwestlich der Siedlung gelegene Hafen Son Verí entwickelte. Einige Fischer und Steinbrucharbeiter siedelten sich dort an. Im Jahr 1887 ist der Ort erstmals urkundlich erwähnt und hatte 21 Einwohner. 1910 wurden 37 Bewohner gezählt.
Durch den Bau der Eisenbahnlinie von Llucmajor nach Palma ab 1914 wuchs die Bevölkerung. An der Ortslage bildete sich eine Wohnkolonie der Strecken- und Steinbrucharbeiter aus den umliegenden Bahnbau-Steinbrüchen und den Sandsteinbetrieben von Llucmajor. Anfang der 1930er Jahre waren dort 379 Einwohner registriert. In dieser Zeit wurde die Siedlung Es Republicans genannt, da die Bewohner zumeist Arbeiter und Anhänger der Republik waren. Ihr Anführer und Ortsvorstand war der Freimaurer und Kommunist Mateo Martí (PCE; 1890–1936), der sich selbst Ateo Martí („der Atheist Martí“) nannte und als Vorkämpfer der antiklerikalen und laizistischen Linken gegen die katholische Kirche galt. Er wurde Anfang August 1936 eines der ersten Opfer des Spanischen Bürgerkriegs auf der Insel.
Der Name El Arenal kam erst Anfang der 1950er Jahre wieder in den Sprachgebrauch, als am Strand die ersten touristischen Bauten entstanden. 1960 wurden 1162 Bewohner verzeichnet, die nun auch zu einem kleineren Teil auf dem zur Stadt Palma de Mallorca gehörenden Gebiet siedelten, auf das sich der Ort ausdehnte.
Der ansteigende Fremdenverkehr wird auch an der Zunahme der Bevölkerung deutlich. 1981 wohnten bereits 9.106 Einwohner im Ort (davon 5.118 im Gebiet von Llucmajor); 1991 waren es 10.649 Einwohner (davon 6.264 in Llucmajor). Ein Großteil dieser Bevölkerung war jung (37 % unter 20 Jahren) und im Dienstleistungssektor tätig, 45 % kamen als Neuzuwanderer vom spanischen Festland. Sie lebten in den Neubaugebieten von Son Verí Nou und in einem Wohngebiet um den Sporthafen, den heutigen Yacht Club.
Arenals Vergangenheit als Fischerdorf ist nur noch dem alten Ortskern anzumerken. Seit den 1960er Jahren führte der zunehmende Massentourismus zu der heute sichtbaren Bebauung, die sich weiterhin in ständigem Wandel befindet.
| Jahr      | 1887 | 1910 | 1930 | 1960  | 1981  | 1991   | 2011   |
| --------- | ---- | ---- | ---- | ----- | ----- | ------ | ------ |
| Einwohner | 21   | 37   | 379  | 1.162 | 9.106 | 10.649 | 16.709 |

## Wirtschaft und Tourismus

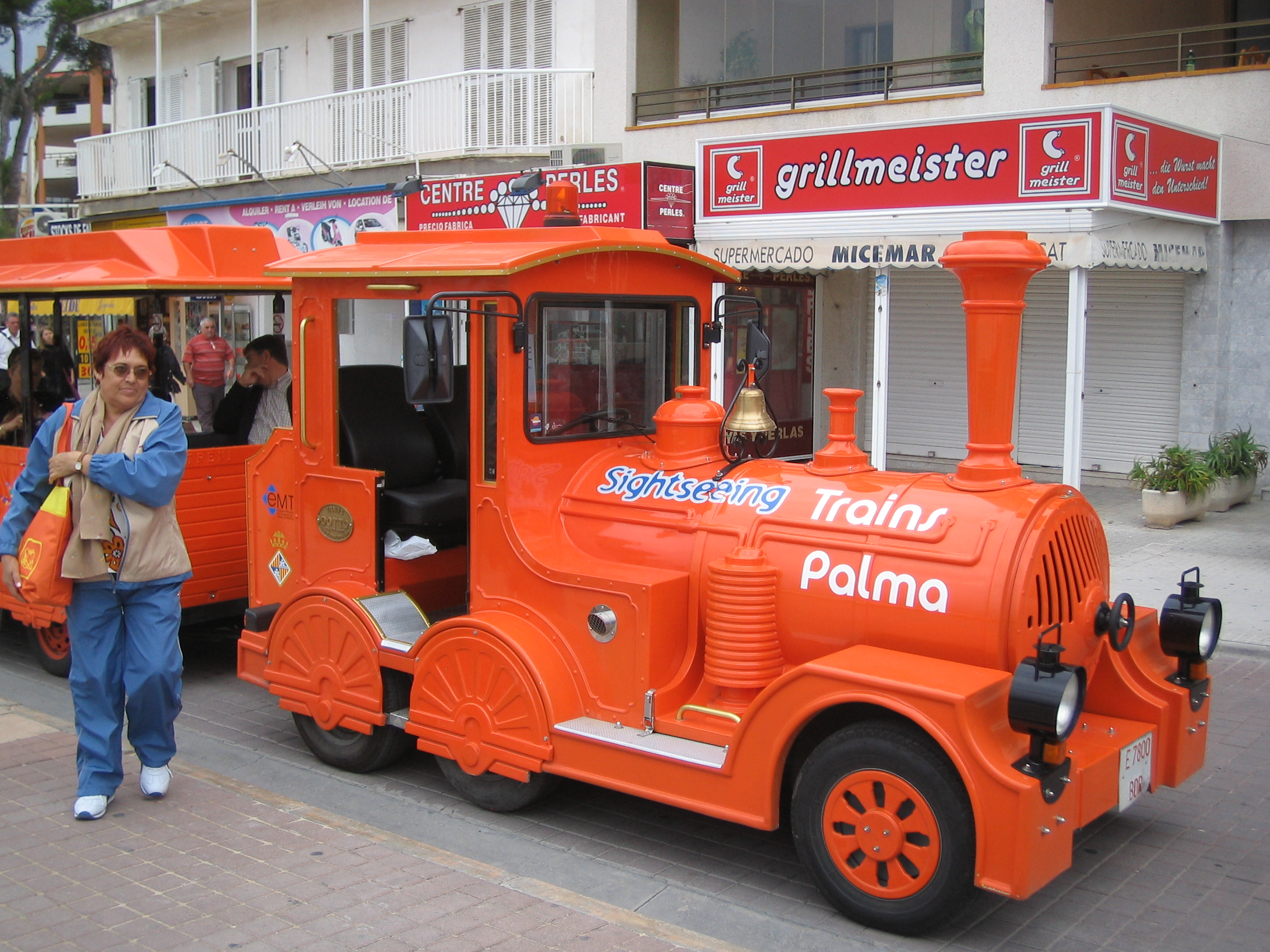
Minizug in S’Arenal

Die Wirtschaft von S’Arenal ist fast vollständig auf den Tourismus und dabei auf die Lage des Ortes an der Platja de Palma angelegt. Hier befinden sich drei (Nrn.1–3) der insgesamt fünfzehn Balnearios (übersetzt in etwa „Badeanstalten“) des Strandes, bei denen es sich um Strandabschnitte mit etwa 200 bis 300 Meter auseinanderliegenden Bars handelt. Die Uferzone wurde Ende des 20. Jahrhunderts neu gestaltet, indem man eine Uferpromenade baute, mit Palmen bepflanzte und den Autoverkehr einschränkte.
Die meisten Hotels entstanden zwischen 1960 und 1968. Insgesamt bilden die etwa 70 Hotels in S’Arenal mit den rund 65 Hotels der angrenzenden Orte an der Platja de Palma die Grundlage für den Massentourismus, einem Ziel vor allem auch deutscher Urlauber. Am Ostrand des zu Llucmajor gehörenden Teils von S’Arenal an der Carrer de Cala Blava wurde mit dem „Aqualand“ ein Erlebnisbad angesiedelt. Es ist der größte Wasserpark Mallorcas.

## Sehenswertes
- Alter Ortskern von S’Arenal mit typischen Häusern aus der Gründerzeit des 18. und 19. Jahrhunderts.
- Moderne Marina von S’Arenal mit 630 Liegeplätzen und dem Yacht-Club C.N.A (Club Náutic Arenal).[10] Als eine der bekannten Anlagen des Segelsports der Baleareninsel liegt der Hafen südlich der Platja de Palma an der Carrer de los Roses.
- Kleine Badebuchten, die zum Schwimmen geeignet sind, liegen abseits des Massentourismus entlang der Felsenküste in Richtung Llucmajor, wie zum Beispiel: Caló de Sant Antoni, sa Roca des Turista, es Calonet d’es Fornàs und Rentador de sa Senyora.[11]

## Bildergalerie

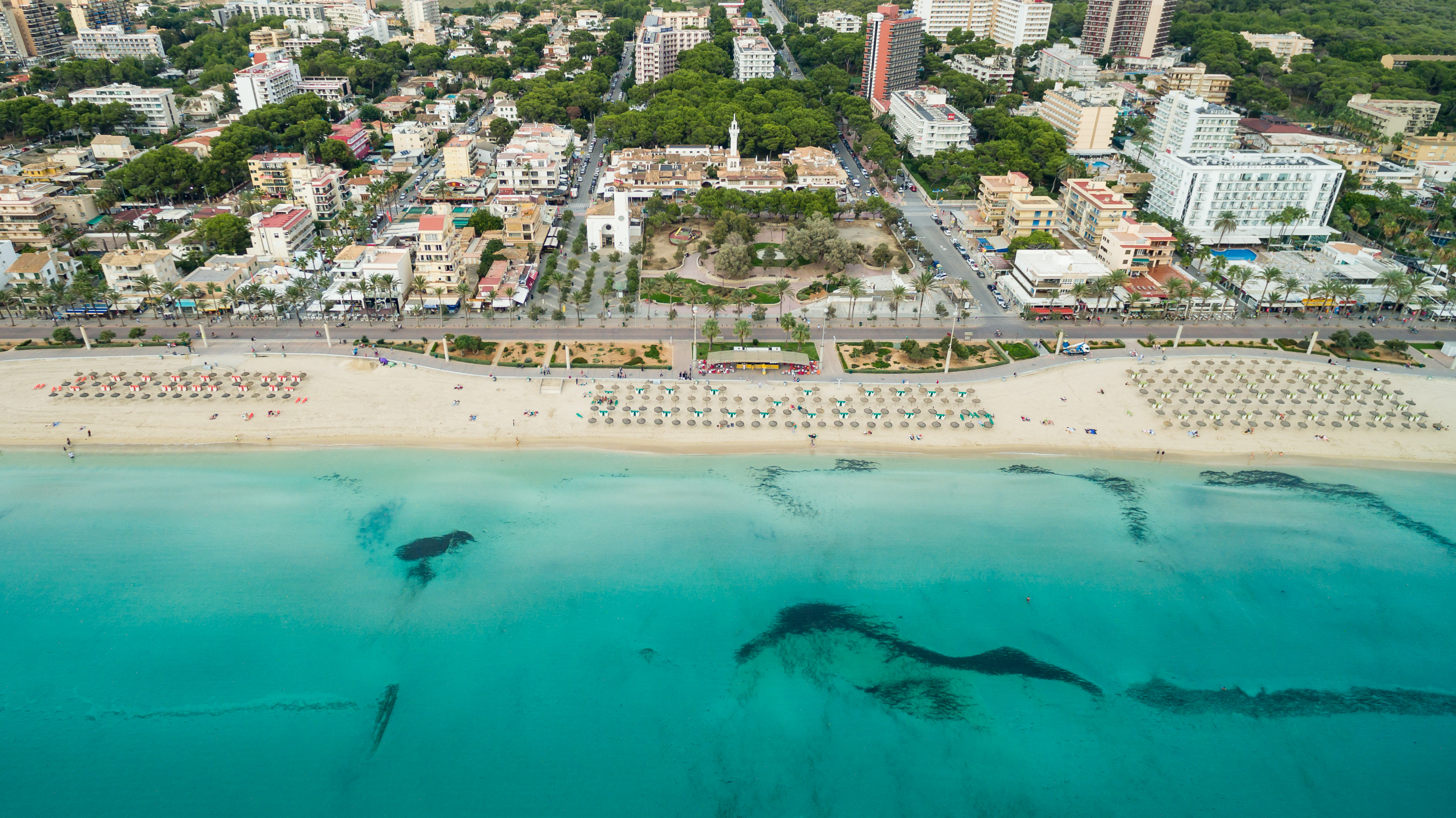
Strand von S'Arenal
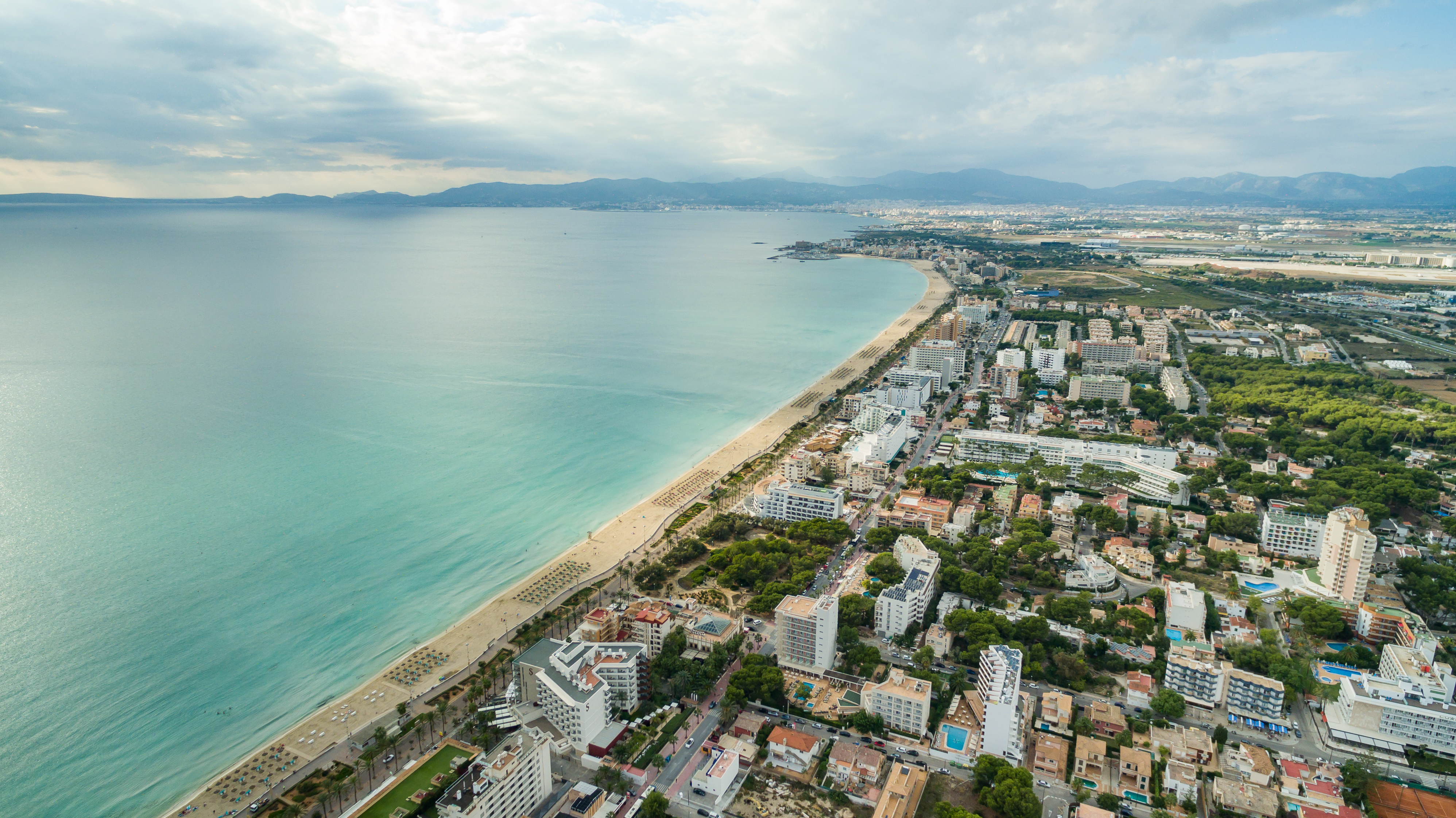
Die Platja de Palma in S'Arenal

## Musik
Aufgrund des Partytourismus am Ballermann wird S’Arenal (oft als El Arenal oder kurz Arenal) in zahlreichen Partyschlager-Stücken erwähnt.